# Seventh Son of a Seventh Son
| 전문가 평가                      | 전문가 평가 |
| 평가 점수                        | 평가 점수   |
| 출처                             | 점수        |
| -------------------------------- | ----------- |
| AllMusic                         | [ 3 ]       |
| Kerrang!                         | 5/5         |
| Collector's Guide to Heavy Metal | 6/10        |
| Rock Hard                        | 9.0/10      |
| Sputnikmusic                     | 4.0/5       |

《Seventh Son of a Seventh Son》은 영국의 헤비 메탈 밴드 아이언 메이든이 1988년 4월 11일, 유럽에서 EMI 레이블이 발표한 일곱 번째 스튜디오 음반이며, 자매 레이블인 북미 캐피틀이 발매한 음반이다. 2002년 미국의 생츄어리/컬럼비아 레코드에 의해 다시 발매되었다. 이 음반은 2000년 《Brave New World》까지 기타리스트 아드리안 스미스가 참여한 밴드의 마지막 스튜디오 음반이다.
아이언 메이든이 키보드를 참여한 것은 이번이 처음이다. 《The Number of the Beast》와 같이, 후에 《Fear of the Dark》, 《The Final Frontier》, 《The Book of Souls》와 같이, 영국 음반 차트에서 1위로 데뷔했다. 이 음반에는 타이틀곡 〈Seventh Son of a Seventh Son〉의 길이와 복잡한 구조에서 볼 수 있는 많은 프로그레시브 록 요소와 콘셉트 음반이라는 사실에서 볼 수 있다.

## 배경
음반을 일곱째 아들의 일곱째 아들의 전설 개념을 바탕으로 구성하자는 아이디어는 베이시스트 스티브 해리스가 오슨 스콧 카드의 《일곱째 아들》을 읽고 떠올린 것이다. 해리스는 이렇게 말했다. "이건 우리의 일곱 번째 스튜디오 음반이었고, 제목도 아이디어도 전혀 없었어요. 그러다가 일곱 번째 아들의 이야기를 읽게 됐죠. 이 신비로운 인물이 모든 초자연적인 능력을 가지고 있다고 하더군요. 예를 들어 두 번째 시야 같은 거요. 처음엔 그냥 일곱 번째 음반에 어울리는 좋은 제목이라고 생각했죠. 하지만 그 후에 브루스 디킨슨에게 전화해서 이야기를 나누고, 아이디어가 점점 커져갔습니다."
이전 음반인 1986년의 《Somewhere in Time》에서 자신의 작곡이 거절당한 후, 디킨슨은 자신이 밴드 내에서 "그냥 가수"로 전락했다고 느꼈다. 그러나 해리스가 그에게 개념을 설명해주자 새로운 열정을 느꼈다. 디킨슨은 이렇게 말했다. "나는 '정말 멋진 아이디어야! 훌륭해!'라고 생각했죠. 물론 정말 기뻤던 건 그가 실제로 나에게 전화해서 이 이야기를 해주고, 그런 주제에 맞는 곡이 있으면 있냐고 물어본 거예요. 나는 '음, 없긴 한데, 잠깐만 줘봐. 내가 뭘 할 수 있을지 볼게'라고 말했죠." 하지만 몇 년 후, 디킨슨은 이 음반에 대해 이렇게 언급했다. "우리는 거의 정말 대단한 것을 할 뻔했어요." 그는 "그건 반쪽짜리 콘셉트 음반에 불과했어요. 끝까지 그걸 완성하려는 시도가 없었죠. 우리가 정말 했어야 했던 건 그거예요. 《Seventh Son of a Seventh Son》은 이야기가 없어요. 선과 악, 천국과 지옥에 관한 거죠. 하지만 아이언 메이든의 모든 음반이 그렇지 않나요?"라고 설명했다.
디킨슨의 작곡 복귀 외에도, 이 음반은 그 전작과 달리 공동 작곡이 많다는 점에서 주목할 만하다. 여덟 곡 중 다섯 곡이 공동 작업으로 이루어졌다. 해리스에 따르면, 이는 아마도 "서로의 작업을 점검하고, 이야기가 제대로 맞아떨어지고 어디로 가고 있는지를 확인하기 위해 서로 더 많은 시간을 보냈기 때문"이라고 한다. 각 곡이 음반의 콘셉트에 맞게 어울리도록 하기 위해, 밴드는 이야기의 기본 개요를 작성했는데, 해리스는 "그것이 실제 작곡을 더 쉽게 만들어 주지는 않았어요... 아마도 내가 이 음반에 쓴 글이 그 전에 쓴 것들보다 더 오래 걸렸을 거예요. 하지만 우리가 모두 '콘셉트' 음반을 완전히 가기로 합의한 후에 나온 작업들은 정말 놀라웠어요. 오랜만에 우리가 한 것 중 가장 나은 작품이었죠"라고 말했다.

## 홍보
이 음반을 홍보하기 위해, 이 밴드는 음반 발매에 앞서 독일 아텐도른의 캐슬 슈넬렌버그에서 텔레비전, 라디오, 언론 인터뷰를 한 후, 뉴욕 엠파이어, 쾰른, 라무르에서 "샬롯과 할롯(Charlotte and the Harlots)"이라는 이름으로 소수의 "비밀" 클럽 쇼를 열었다. 5월에, 이 그룹은 7개월에 걸쳐 전세계 200만 명 이상의 사람들에게 공연을 하는 지원 투어를 시작했다. 이 밴드는 지난 8월 도닝턴 파크에서 사상 최대 규모인 10만 7,000명의 관중 앞에서 처음으로 몬스터 오브 락 페스티벌의 선두에 서서, 11월, 버밍엄 국립전시센터에서 《Maiden England》라는 제목의 콘서트 비디오를 녹음했다. 이 그룹은 무대에서 이 음반의 키보드를 재현하기 위해 스티브 해리스의 베이스 테크니션인 마이클 케니를 영입해 투어 내내 키를 연주하도록 했고, 이 기간 동안 그는 "카운트"(검은 망토와 마스크를 쓰고)라는 가명으로 지게차에서 〈Seventh Son of a Seventh Son〉이라는 곡을 연주했다.

## 커버 아트
밴드의 매니저인 로드 스몰우드에 따르면, 당시 밴드의 정규 아티스트였던 데릭 리그스에게 주어진 지시는 이전 음반들과 달리 "단순히 초현실적이고 이상하게끔 만들 것"이었다. 리그스는 "그들이 내게 초현실적인 그림을 원한다고 말했어요. '이건 예언과 미래를 보는 것에 관한 이야기니까, 네 초현실적인 그림을 원해.' 그게 지시였어요... 나는 그림을 그릴 시간이 제한적이었고, 그들의 콘셉트가 꽤 이상하다고 생각했죠. 그래서 그에 맞춰 그렸어요."라고 밝혔다.

## 상업적 성과
이 음반은 미국에서 12위는 물론 영국 음반 차트 (《The Number of the Beast》 이후 첫 번째)에서 1위를 차지하며 데뷔했으며, 싱글 〈Can I Play with Madness〉, 〈The Evil That Men Do〉, 〈The Clairvoyant〉는 3, 5, 6위에 올랐다. 아드리안 스미스는 〈Can I Play with Madness〉를 "우리의 첫 히트 싱글"이라고 강조한다.

## 곡 목록
| #  | 제목                        | 작사·작곡                      | 재생 시간 |
| -- | --------------------------- | ------------------------------ | --------- |
| 1. | 〈Moonchild〉               | 아드리안 스미스, 브루스 디킨슨 | 5:38      |
| 2. | 〈Infinite Dreams〉         | 스티브 해리스                  | 6:08      |
| 3. | 〈Can I Play with Madness〉 | 스미스, 디킨슨, 해리스         | 3:30      |
| 4. | 〈The Evil That Men Do〉    | 스미스, 디킨슨, 해리스         | 4:33      |

| #  | 제목                             | 작사·작곡             | 재생 시간 |
| -- | -------------------------------- | --------------------- | --------- |
| 5. | 〈Seventh Son of a Seventh Son〉 | 해리스                | 9:52      |
| 6. | 〈The Prophecy〉                 | 데이브 머레이, 해리스 | 5:04      |
| 7. | 〈The Clairvoyant〉              | 해리스                | 4:26      |
| 8. | 〈Only the Good Die Young〉      | 해리스, 디킨슨        | 4:40      |

## 인증
| 국가                       | 인증     | 판매량/출하량 |
| -------------------------- | -------- | ------------- |
| 캐나다 (뮤직 캐나다)       | 플래티넘 | 100,000^      |
| 독일 (BVMI)                | 골드     | 250,000^      |
| 이탈리아 (FIMI)            | 플래티넘 | 200,000       |
| 말레이시아                 | —        | 10,000        |
| 스위스 (IFPI 스위스)       | 골드     | 25,000^       |
| 영국 (BPI)                 | 골드     | 100,000^      |
| 미국 (RIAA)                | 골드     | 500,000^      |
| ^출하량을 기반으로 한 인증 |          |               |